# Fehér Sas-rend (Lengyelország)
A Fehér Sas-rend (lengyelül Order Orła Białego) Lengyelország legmagasabb és egyben legrégibb kitüntetése, amellyel mind a katonai, mind a civil teljesítményt jutalmazzák. A rendet 1705. november 1-én alapította Erős Ágost.
A Fehér Sas-rendet a legkiválóbb lengyel állampolgároknak és külföldi országok állam- és kormányfőinek adományozza a mindenkori lengyel államfő. A rend jelvénye a bal vállon átvetett kék szalagon, csillaga pedig a mellkas bal oldalán viselendő.

## Története

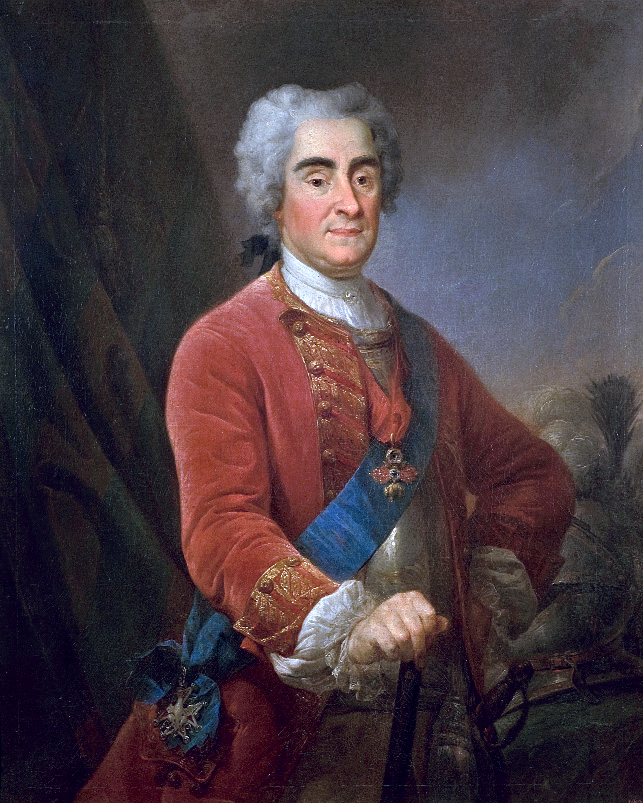
Erős Ágost az általa alapított Fehér Sas-renddel (M. Bacciarelli festménye)

A rendet Erős Ágost király alapította Tykocin várában, 1705. november 1-én. Jelvénye eredetileg egy fehér sassal ékesített, vörösre zománcozott ovális medál volt, melyet 1709-ben máltai kereszttel váltottak fel. 1713-tól a rendjelet nyakban, mellkason átvetett szalagon vagy csillag formájában lehetett viselni. Bár Erős Ágost hetvenkettőben limitálta a rend tagjainak számát, életében csak negyven főnek adományozta a kitüntetést. Fia, III. Ágost idején azonban a rendbe pénzért is be lehetett kerülni, és több mint háromszáz alkalommal osztották ki.
Erős Ágostot feltehetően a francia Szentlélek-rend (amelynek jelvénye szintén egy madárral -galambbal- ékesített máltai kereszt) vagy a nem sokkal korábban I. Péter által alapított Szent András-rend (melyet Ágost is az elsők között kapott meg) motiválhatta. A rend létrehozását a lengyel nemesség eredetileg erősen ellenezte, mert úgy érezték, hogy sérti a nemesek formális egyenlőségét.
Mivel a Fehér Sas-rendnek nem volt védőszentje, ünnepnapját az alapító II. Ágost után augusztus 2-ára tették, amit III. Ágost idejében augusztus 3-ra módosítottak. 

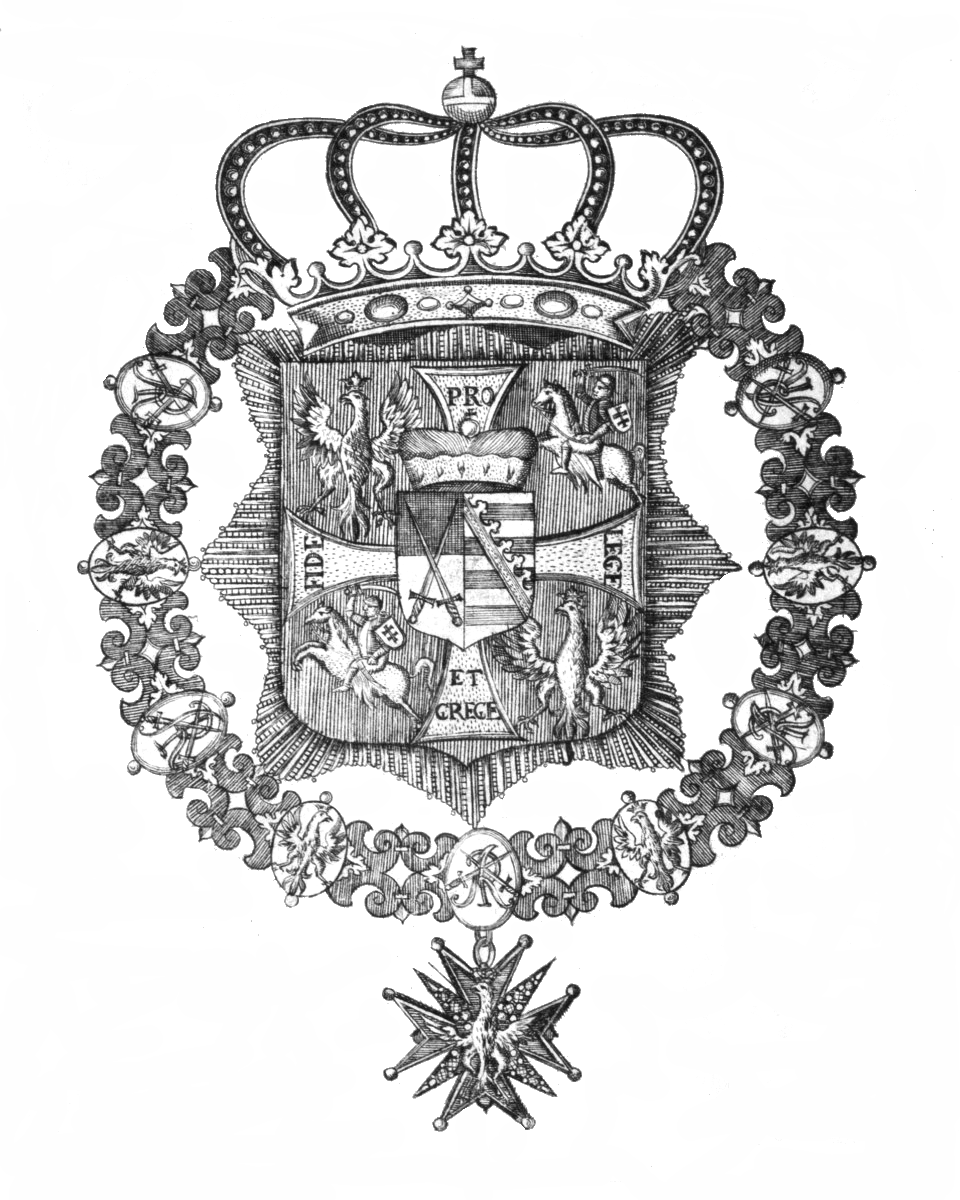
A rend címere 1730 előtt

1795-ben, Lengyelország harmadik felosztása után a rendet feloszlatták, de már 1807-ben megújították és a Varsói Hercegség, majd a (Kongresszusi) Lengyel Királyság legmagasabb kitüntetésévé vált, melyet az orosz cárok is előszeretettel adományoztak saját maguknak. 1830-ban a novemberi felkelés után a rend jelképét megváltoztatták, hogy jobban hasonlítson a birodalmi orosz rendjelekre. Ebben a formájában egészen 1917-ig, a cári Oroszország bukásáig megmaradt.
1921 február 4-én a független Lengyelország parlamentje az állam legmagasabb kitüntetésévé tette az átalakított jelképű Fehér Sas-rendet. A második világháború kitöréséig 24 lengyel és 87 külföldi kapta meg a rendet. A külföldiek között 33 uralkodó vagy államfő, 10 miniszterelnök, 15 egyéb miniszter, 12 pedig királyi családok tagja volt.
1948-tól, a Lengyel Népköztársaság megalakulásától kezdve a rendet nem adományozták, bár hivatalosan nem törölték el. A londoni emigráns lengyel kormány a saját nevében továbbra is kiadta a rendjelet, például Lech Wałęsának. A Fehér Sas-rend 1992. október 26-a óta újra a lengyel állam legmagasabb kitüntetése, az első kitüntetett II. János Pál pápa volt.

## A rend 1713-as jelképei

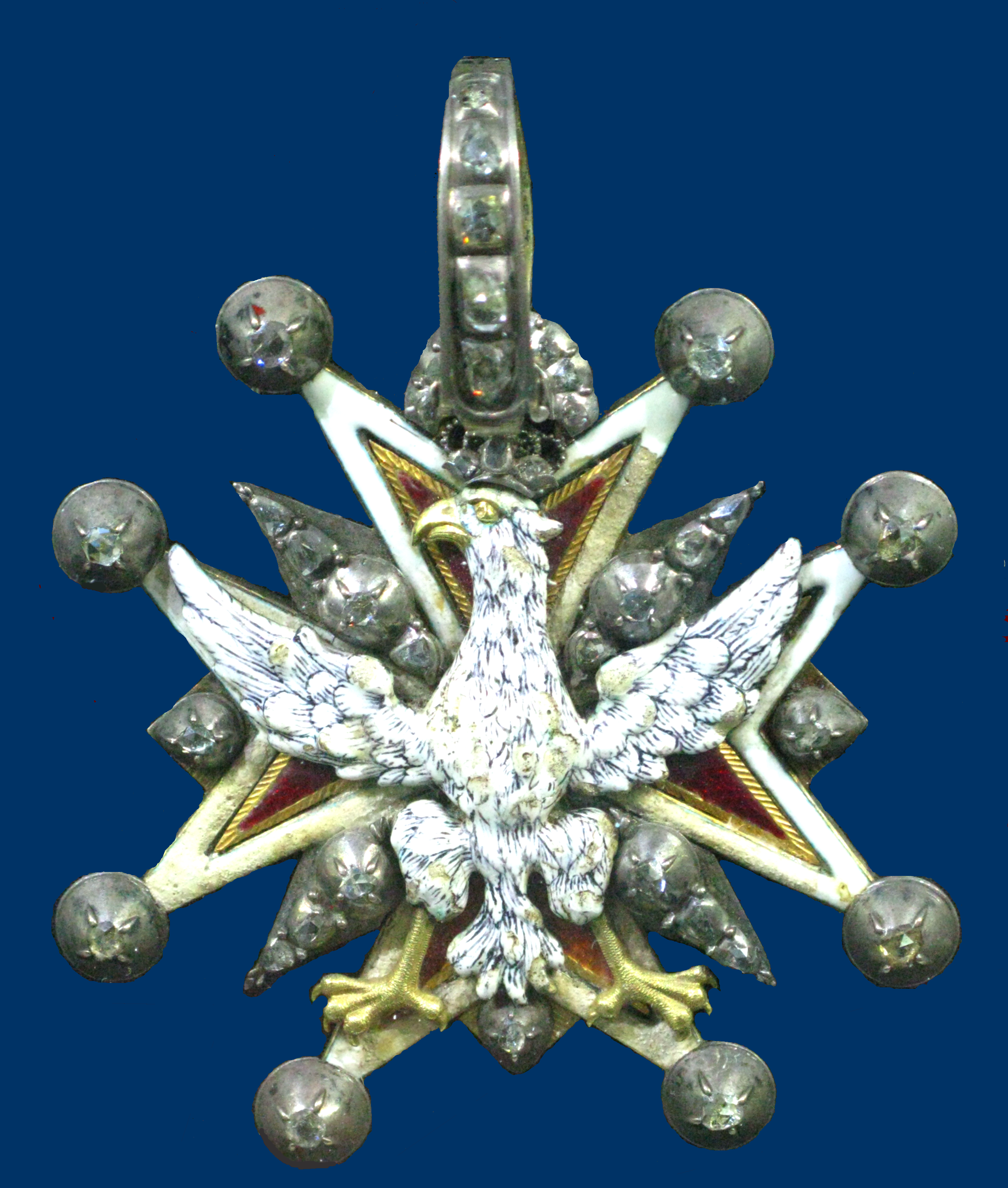
Az 1713-as rendjel

A Fehér Sas-rend 18. századi jelvénye a fehér keretű, vörösre zománcozott máltai kereszt, melynek nyolc csúcsát és a szárai közötti sugarakat gyémántokkal ékesítették. A kereszten kitárt szárnyú, balra tekintető fehér sas látható, fején gyémántokkal díszített koronával. A kereszt felső szárához gyémántokkal kivert félgyűrű van erősítve; ebbe csatlakozik a szintén gyémántos gyűrű, amibe a kék szalagot bele lehet fűzni. A kereszt hátsó oldala vörös keretű fehérre van zománcozva, közepén két keresztbe tett kard fölötti ovális aranymedálon a rend alapítójának jele található.
A rend csillaga fehér keresztből szétáradó sugarak alkotta nyolcágú aranykereszt. A kereszt szárain arany betűkkel Pro Fide, Lege et Rege (A Hitért, Törvényért és Királyért) felirat látható.
A nagymester, a lengyel király hordta a rend láncát is. Fennmaradt Stanislaw Poniatowski, az utolsó lengyel király lánca, mely 24 szemből állt. A láncszemeket felváltva koronás, jogart és országalmát markoló fehér sasok, valamint sötétkékre zománcozott, aranykeretű medálok alkották. A medálokon felváltva a koronás Szűz Mária és a Kisjézus, valamint a stilizált monogrammá formált MARIA felirat látható. II. Ágost címerén is megfigyelhető a Fehér Sas lánca, de ennek kialakítása egészen más, a sasos és monogramos medálokat liliomok kapcsolják össze. 

## A cári Fehér Sas-rend
1830-tól a rendjel egy aranykoronás kétfejű fekete sast formázott, melyre ráhelyezték az eredeti jelképet: a fehér keretű, vörös máltai keresztet a balra tekintő fehér sassal. A fekete sas koronáinál fogva egy cári koronáról függött, a korona pedig egy sötétkék moaréselyem szalagról.

## A Fehér Sas-rend jelképei 1921 után
A rendjel aranyból készült, fehér keretű, vörös máltai kereszt, szárai között aranysugarakkal. A kereszten fehérre zománcozott, széttárt szárnyú, balra tekintő koronás sas található. Világoskék szalagon viselendő. A tervező szándéka láthatóan az volt, hogy visszatérjen az eredeti, 18 századi külsőhöz, de a csúcsokon levő gyémántok hiányoznak. A rendjel hátoldala a rend csillagát utánozza, de a kereszt szárai nincsenek vörösre zománcozva.
A Fehér Sas-rend csillaga sugarakból álló, nyolcágú ezüstcsillag. Rajta fehérkeretes vörös máltai kereszt található, szárai között palmetta-szerű arany sugarakkal, közepén tölgylombkoszorúval körbevett RP (Rzeczpospolita Polska) betűkkel. A kereszt szárain a rend mottója: Za Ojczyznę i Naród (A Hazáért és a Nemzetért) olvasható.

## Galéria

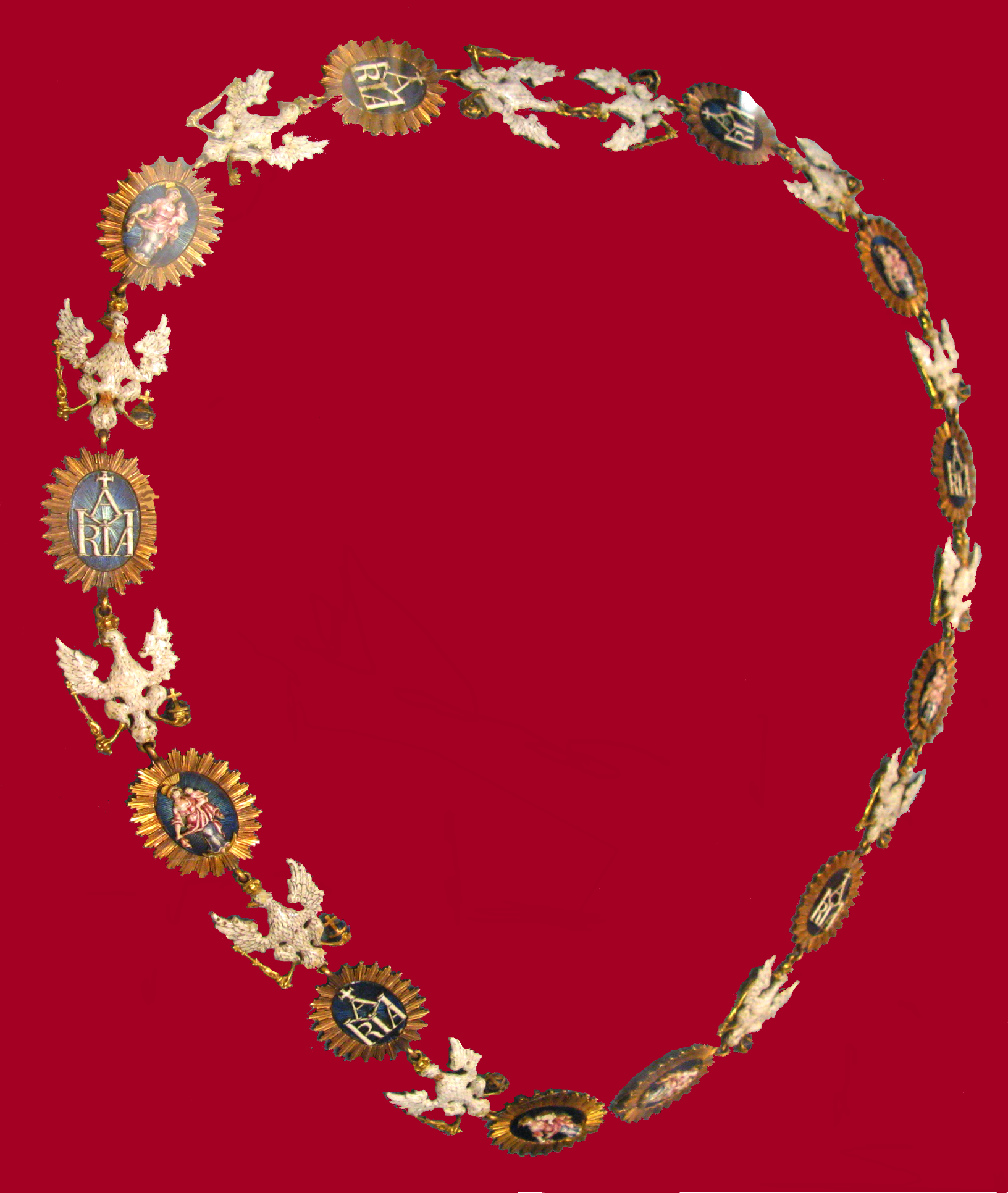
Stanisław Poniatowski lánca
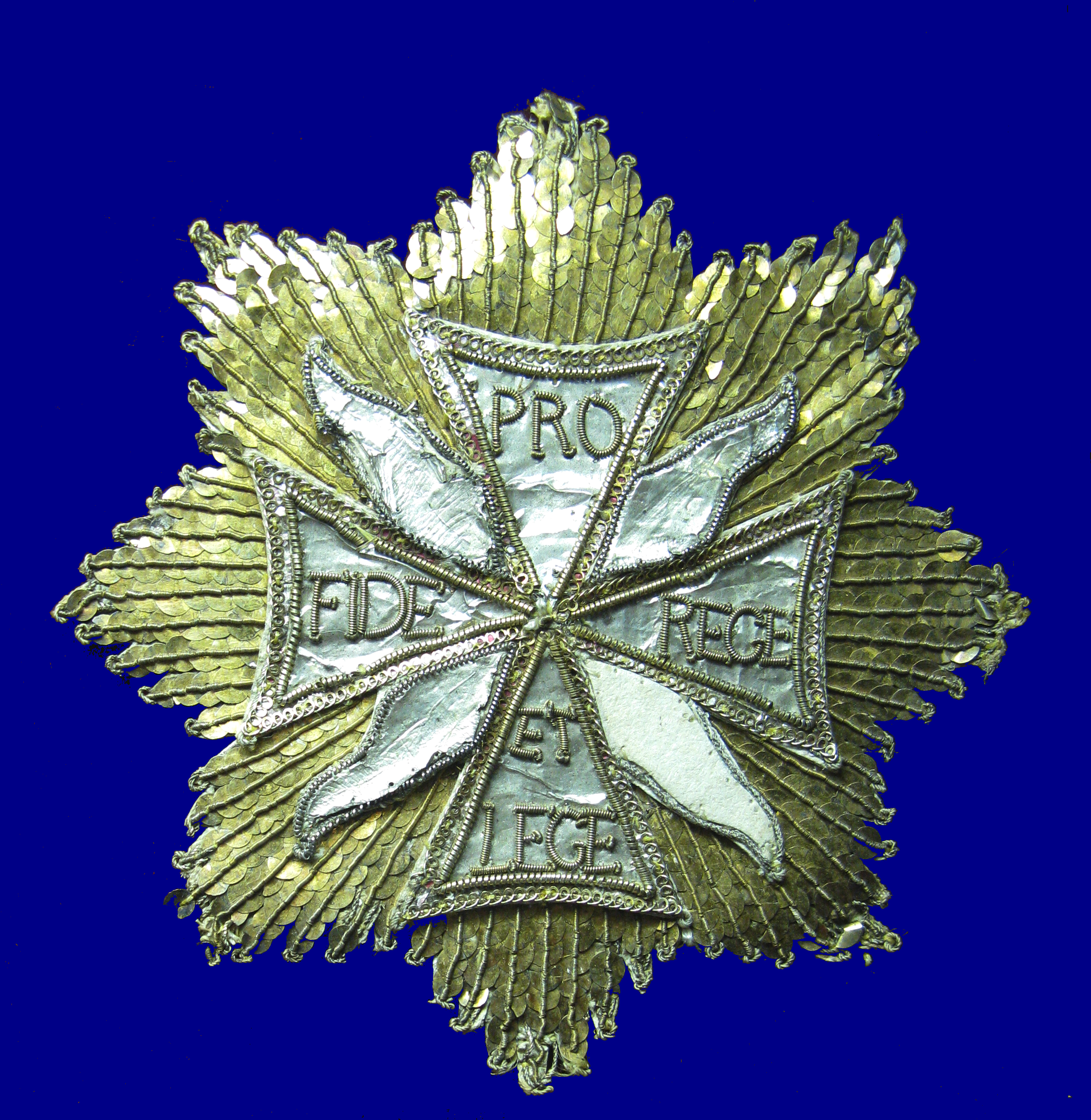
A rend csillaga a 18. századból
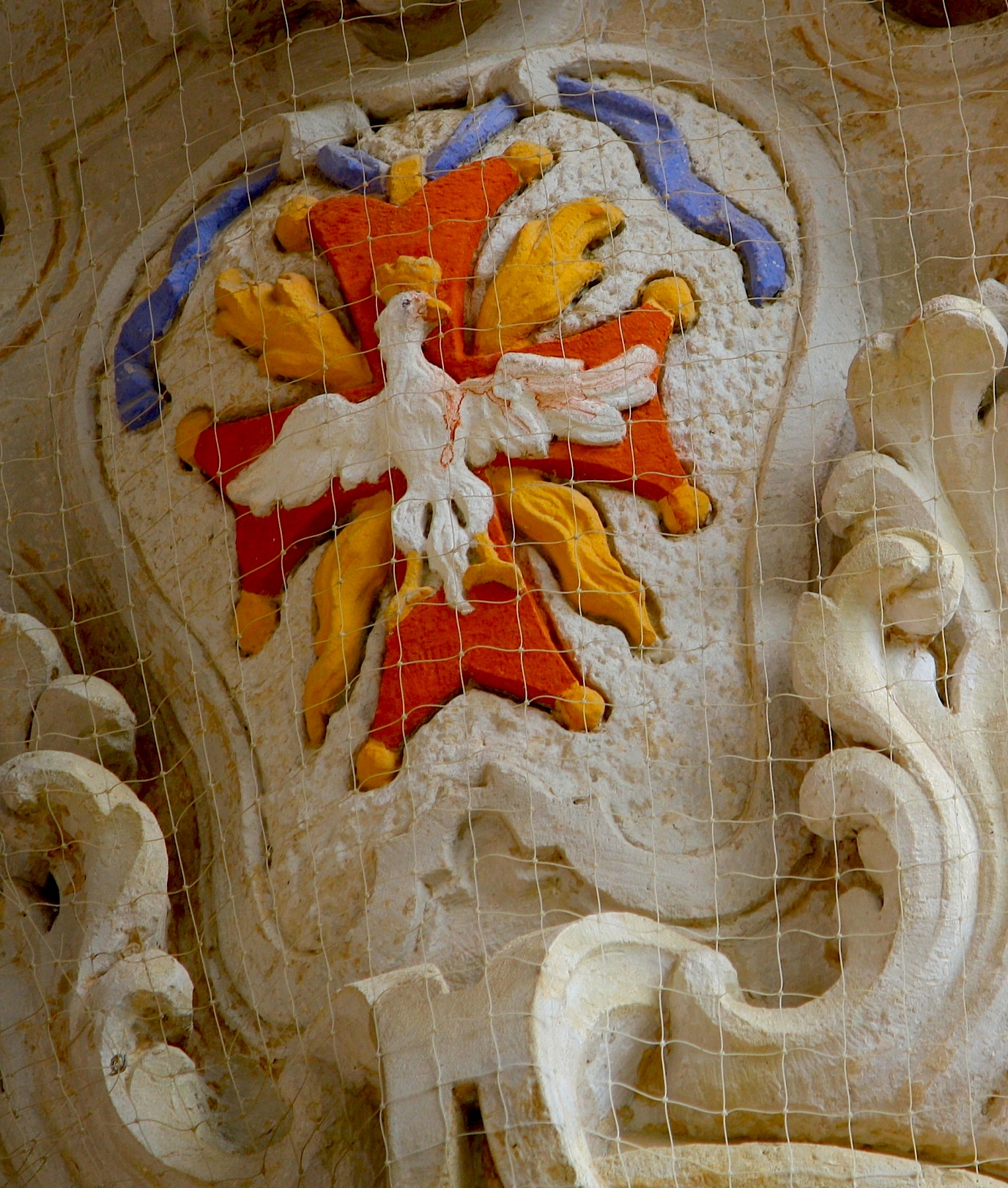
A Fehér Sas jele a pillnitzi várban.
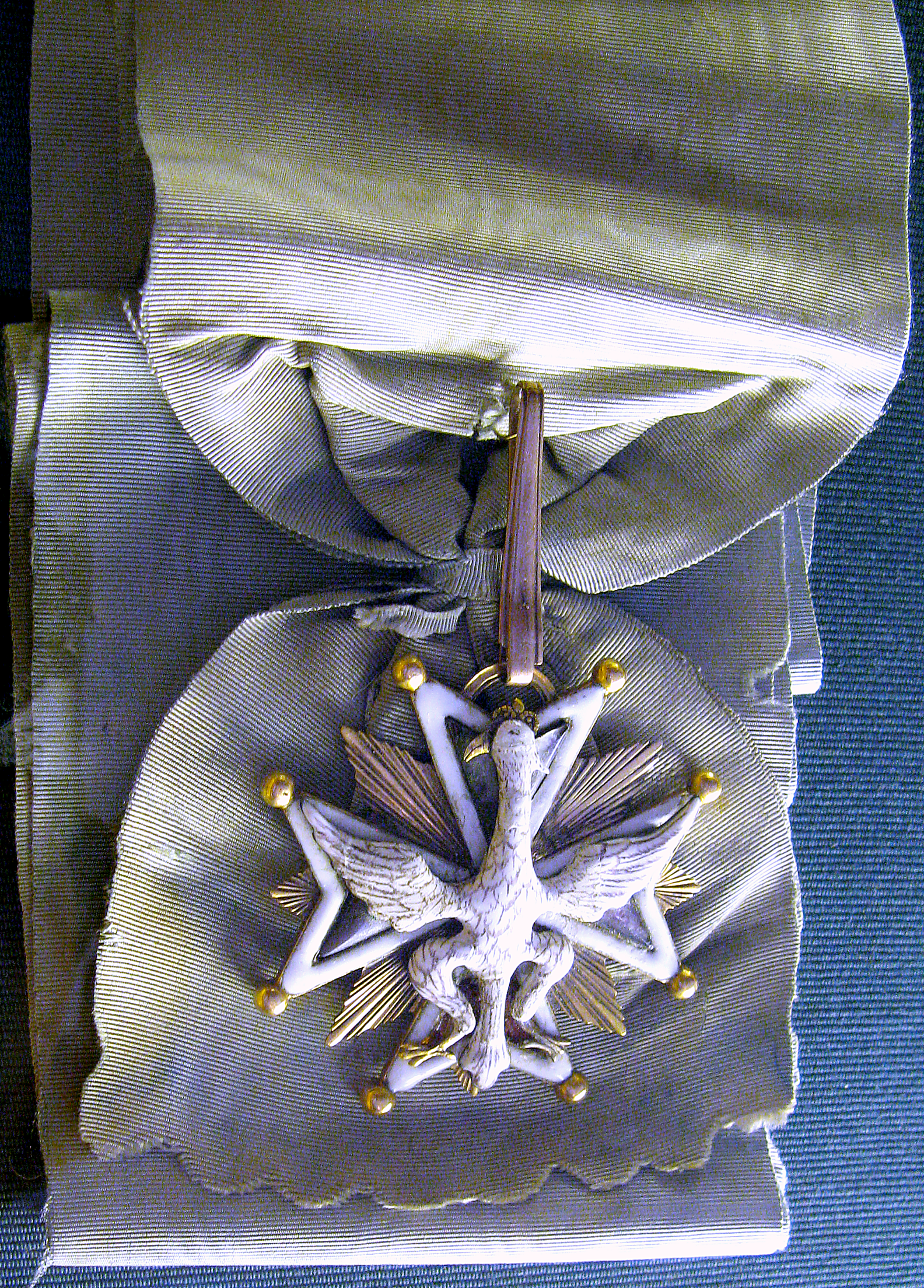
A rend keresztje 1780-ból
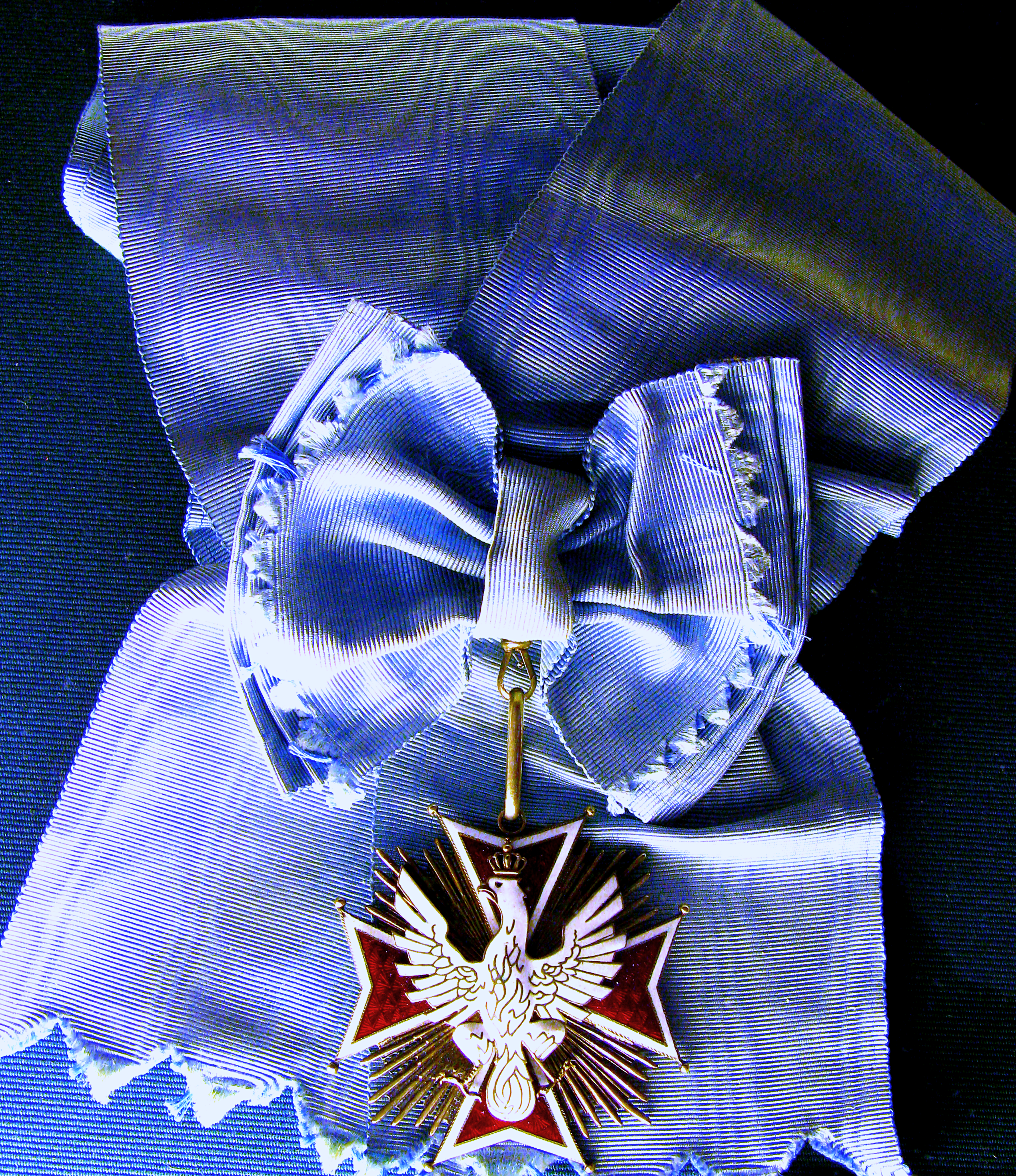
Ryszard Kaczorowski kitüntetése, szalaggal
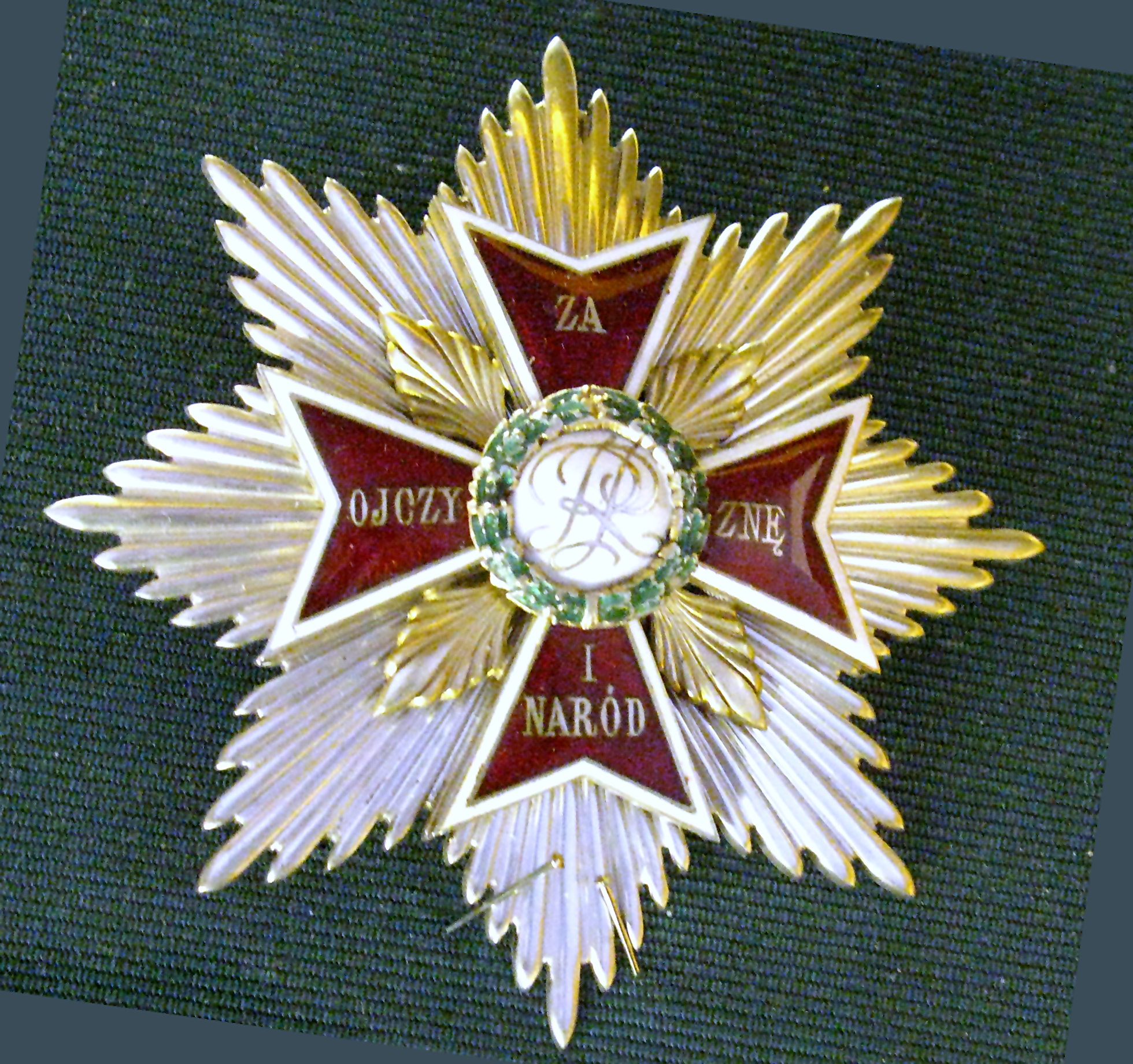
A rend mai csillaga (1921-ből)

## A rend neves tagjai
| Lengyelek: - Władysław Anders - Leszek Balcerowicz - Oswald Balzer - Władysław Bartoszewski - Józef Beck - Tadeusz Bór-Komorowski - Franciszek Ksawery Branicki - Jan Klemens Branicki - Joachim Chreptowicz - Ivan Grigorjevics Csernisov - Adam Kazimierz Czartoryski - August Aleksander Czartoryski - Kazimierz Czartoryski - Michał Fryderyk Czartoryski - Stanisław Ernest Denhoff - Ignacy Działyński - Marek Edelman - Emil August Fieldorf - Jerzy Detloff Fleming - Bronisław Geremek - Henryk Mikołaj Górecki - Władysław Grabski - Andrzej Gwiazda - Józef Haller - Zbigniew Herbert - Gustaw Herling-Grudziński - Ryszard Kaczorowski - Lech Kaczyński - Jan Karski - Leszek Kołakowski - Bronisław Komorowski - Wojciech Korfanty - Józef Kossakowski - Ignacy Krasicki - Jacek Kuroń | - Aleksander Kwaśniewski - Eugeniusz Kwiatkowski - Stanisław Lem - Herman Lieberman - Jan Józef Lipski - Hieronim Augustyn Lubomirski - Witold Lutosławski - Stanisław Maczek - Stanisław Małachowski - Ignacy Mościcki - Jan Nowak-Jeziorański - Grzegorz Antoni Ogiński - Tadeusz Franciszek Ogiński - Franciszek Maksymilian Ossoliński - Stanisław Ostrowski - Gabriel Narutowicz - Krzysztof Penderecki - Aleksandra Piłsudska - Józef Piłsudski - Andrzej Poniatowski - Michał Jerzy Poniatowski - Stanisław Poniatowski (1676–1762) - Stanisław Poniatowski (1754–1833) - Aleksander Stanisław Potocki - Franciszek Salezy Potocki - Roman Ignacy Potocki - Stanisław Kostka Potocki - Stanisław Szczęsny Potocki - Władysław Raczkiewicz - Edward Raczyński (1891–1993) - Antoni Radziwiłł - Hieronim Wincenty Radziwiłł - Józef Mikołaj Radziwiłł - Karol Stanisław Radziwiłł (1669–1719) - Karol Stanisław Radziwiłł (1734–1790) | - Michał Hieronim Radziwiłł - Michał Kazimierz Radziwiłł - Stefan Rowecki - Edward Rydz-Śmigły - Wacław Rzewuski - Kazimierz Sabbat - Adam Stefan Sapieha - Kazimierz Nestor Sapieha - Irena Sendler - Władysław Sikorski - Walery Sławek - Wisława Szymborska - Józef Tischner - Anna Walentynowicz - Lech Wałęsa - Wincenty Witos - Stanisław Wojciechowski - Karol Wojtyla - Stefan Wyszyński - August Zaleski Külföldiek: - Abdullah szaúdi király - Valdas Adamkus - Akihito japán császár - II. Albert belga király - Amanullah Khan - Traian Băsescu - III. Borisz bolgár cár - Algirdas Brazauskas - II. Erzsébet brit királynő - Ferdinand Foch - Ivan Gašparovič - Göncz Árpád - Hailé Szelasszié etióp császár - Tarja Halonen | - Václav Havel - François Hollande - Jacques Chirac - Horthy Miklós - I. János Károly spanyol király - Joseph Joffre - Viktor Andrijovics Juscsenko - XVI. Károly Gusztáv svéd király - Václav Klaus - Helmut Kohl - Peter Lacy - Johan Laidoner - Tomas Masaryk - Ivan Mazepa - Mádl Ferenc - Lennart Meri - Benito Mussolini - Napoleon Bonaparte - Giorgio Napolitano - Nurszultan Abisuli Nazarbajev - Philippe Pétain - Gerhard Schröder - Aníbal Cavaco Silva - Sólyom László |

## Fordítás
- Ez a szócikk részben vagy egészben  az   Order of the White Eagle (Poland) című angol Wikipédia-szócikk ezen változatának fordításán alapul.  Az eredeti cikk szerkesztőit annak laptörténete sorolja fel. Ez a jelzés csupán a megfogalmazás eredetét és a szerzői jogokat jelzi, nem szolgál a cikkben szereplő információk forrásmegjelöléseként.